# Fiesse
Fiesse (Fiès in dialetto bresciano) è un comune italiano di 2 077 abitanti della provincia di Brescia in Lombardia, all'estremità meridionale della pianura.

## Geografia fisica
Posto a sud della provincia di Brescia è uno degli ultimi comuni bresciani, il territorio comunale confina con le due provincie di Mantova (Asola e Casalromano) e Cremona (Volongo).

## Origini del nome
Secondo il Mazza (1986), il toponimo deriverebbe dal latino "Flexum", ovvero curva, confermabile dall'attuale forma convessa del centro abitato. Una delle prime presenze attestate nel luogo fu quella di una diaconia dell'abbazia di Leno, nel IX secolo, denominata "ad Flexum".
Il veneziano Giovanni da Lezze scrive di Fiesse:
(Da Catastico Bresciano Giovanni da Lezze)
Inoltre annota che vi erano 200 anime e 35 fuochi.

## Storia
Il territorio era abitato fin dalla Preistoria, tanto che delle tombe presenti su di esso sono ascrivibili alla cultura di Remedello.
Il centro abitato, documentato per la prima volta nel IX secolo, sorse nel corso dell'Alto Medioevo, lungo un'antica strada romana per Asola. Con il passaggio del territorio sotto la Badia di Leno, il comune visse un forte sviluppo agricolo dovuto all'importante opera di bonifica portata avanti in quegli anni.
Nel corso del Medioevo, vicino alla svolta del fiume Rodone sorse una diaconia, la quale si occupava dei pellegrini e dei malati, accanto alla quale sorse la Chiesa di San Lorenzo Martire, notevolmente ampliata nel Settecento.
Nel febbraio 1691 si ricorda una scorreria spagnola nei pressi del paese, compiuta da sedici dragoni e un trombettiere dovuta alla presenza in un fienile locale di animali mantovani fuggiti a Fiesse.
Nel 1887, a Fiesse venne fondata la prima cassa rurale della provincia.
Nel gennaio 1924, si ricorda uno scontro tra fazioni politiche nei pressi della diaconia locale, quando dei fascisti circondarono quest'ultima chiedendo la testa del parroco e scatenando la risposta dei giovani cattolici.
Nel 1927, Fiesse ha perso l'autonomia comunale, diventando frazione di Gambara. L'anno successivo, venne compiuta la fognatura del centro abitato.
Nel 1935-1936, venne inaugurato l'Oratorio parrocchiale.
Il 29 aprile 1945 il paese fu tristemente teatro di una rappresaglia da parte delle forze naziste, la quale costò la vita al capo partigiano del luogo, Giuseppe Nazzari, e a quattordici civili.
A partire dal 1947, il centro abitato è tornato ad essere un comune.

### Simboli
(R.D. del 23 febbraio 1928)
Il gonfalone è un drappo di giallo.

## Monumenti e luoghi d'interesse
- Chiesa di San Lorenzo Martire: edificata nel XVIII secolo
- Palazzo Rota già Verneschi a Cadimarco: Costruito nel XVII secolo, dai fratelli Ignazio e Giovanni Verneschi, il palazzo cintato si apre su una corte sulla quale affacciano anche il porticato e la barchessa. L'architettura risente della vicinanza dello stile delle corti mantovane e cremonesi. Di nota è il portone d'ingresso il cui arco è sorretto da due statue.

## Società

### Evoluzione demografica
Abitanti censiti

### Lingue e dialetti
Nel territorio di Fiesse, accanto all'italiano, è parlata la Lingua lombarda prevalentemente nella sua variante di dialetto bresciano.

## Cultura

### Eventi
- 10 agosto: festa patronale di San Lorenzo;
- 23 aprile: fiera di San Giorgio;
- 15 novembre: sagra del pùrsel (Francesca)

## Geografia antropica

### Frazioni
Il comune di Fiesse riconosce due frazioni: 
- Cadimarco
- Cavezzo

## Amministrazione
| Sindaco                     | Sindaco        | Sindaco                   | Partito      | Coalizione     | Coalizione      | Mandato        | Mandato        | Elezione |
| Sindaco                     | Sindaco        | Sindaco                   | Partito      | Coalizione     | Coalizione      | Inizio         | Fine           | Elezione |
| --------------------------- | -------------- | ------------------------- | ------------ | -------------- | --------------- | -------------- | -------------- | -------- |
| 1                           |                | Vittorio Pucci Delle Stel | DC           |                | DC              | 4 giugno 1985  | 31 maggio 1990 | 1985     |
| 2                           |                | Luciano Ceni              | PCI          |                | PCI             | 31 maggio 1990 | 24 aprile 1995 | 1990     |
| Elezione diretta (dal 1995) |                |                           |              |                |                 |                |                |          |
| (2)                         |                | Luciano Ceni              | PDS DS       |                | centro-sinistra | 24 aprile 1995 | 14 giugno 1999 | 1995     |
| (2)                         | 14 giugno 1999 | Luciano Ceni              | PDS DS       | 14 giugno 2004 | centro-sinistra | 1999           |                |          |
| 3                           |                | Natalino Azzini           | lista civica |                | centro-sinistra | 14 giugno 2004 | 8 giugno 2009  | 2004     |
| 4                           |                | Chiara Pillitteri         | lista civica |                | centro-destra   | 8 giugno 2009  | 26 maggio 2014 | 2009     |
| 4                           | 26 maggio 2014 | Chiara Pillitteri         | lista civica | 27 maggio 2019 | centro-destra   | 2014           |                |          |
| 5                           |                | Sergio Cavallini          | lista civica |                | centro-sinistra | 27 maggio 2019 | 10 giugno 2024 | 2019     |
| 5                           | 10 giugno 2024 | Sergio Cavallini          | lista civica | in carica      | centro-sinistra | 2024           |                |          |